# Anson (Town, Chippewa County)
Die Town of Anson ist eine von 23 Towns im Chippewa County im US-amerikanischen Bundesstaat Wisconsin. Im Jahr 2010 hatte die Town of Anson 2076 Einwohner.
Town hat in Wisconsin eine grundlegend andere Bedeutung, als im übrigen englischsprachigen Bereich. Vielmehr entspricht sie den in den anderen US-Bundesstaaten üblichen Townships, die nach dem County die nächstkleinere Verwaltungseinheit bilden.

## Geografie

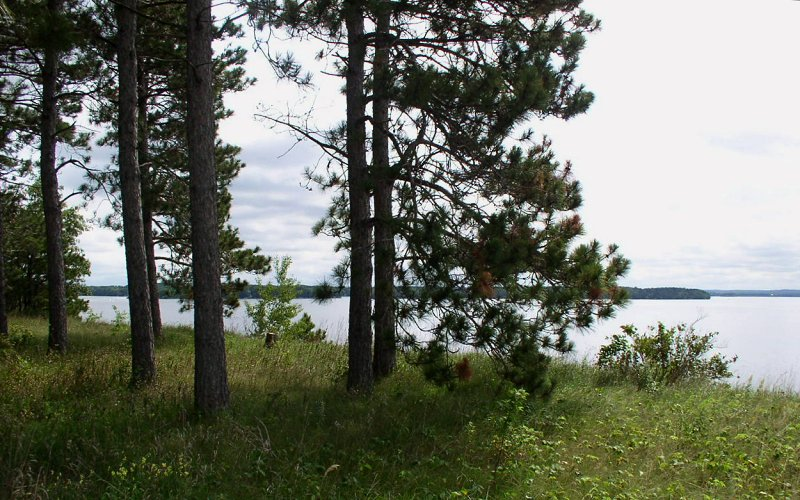
Lake Wissota State Park

Die Town of Anson liegt im Westen Wisconsins und wird im Westen und Südwesten vom Chippewa River begrenzt, dessen Mündung in den die Grenze zu Minnesota bildenden Mississippi sich rund 100 km südwestlich befindet.
Im Südwesten der Town of Anson ist der Chippewa River zum 2438 Hektar großen Lake Wissota aufgestaut, an dessen Ostufer der Lake Wissota State Park liegt.
Die Koordinaten der geografischen Mitte der Town of Anson sind 44°58′51″ nördlicher Breite und 91°17′13″ westlicher Länge. Sie erstreckt sich über eine Fläche von 102,4 km², die sich auf 96,9 km² Land- und 5,5 km² Wasserfläche verteilen. 
Die Town of Anson liegt im südlichen Zentrum des Chippewa County und grenzt an folgende Nachbartowns:
|                     |                                             |                              |
| Town of Eagle Point | Kompassrose, die auf Nachbargemeinden zeigt | Town of Arthur Town of Goetz |
|                     | Town of Lafayette                           | Town of Sigel                |

## Verkehr
Durch das Gebiet der Town of Anson verlaufen die County Highways K, S, O und Y. Alle weiteren Straßen sind untergeordnete Landstraßen oder teils unbefestigte Fahrwege.
Parallel zum WI 29 verläuft für den Frachtverkehr eine Eisenbahnstrecke der zur Canadian National Railway gehörenden Wisconsin Central.
Entlang des Chippewa River verläuft der Old Abe State Trail. Dabei handelt es sich um einen als Rail Trail bezeichneten kombinierter Wander- und Fahrradweg auf der Trasse einer stillgelegten Eisenbahnstrecke. Old Abe ist der Name eines Weißkopfseeadlers, der im Amerikanischen Bürgerkrieg Maskottchen der 8th Regiment of the Wisconsin Volunteer Infantry war.
Der nächste Flughafen ist der Chippewa Valley Regional Airport in Eau Claire (rund 25 km südwestlich).

## Bevölkerung
Nach der Volkszählung im Jahr 2010 lebten in der Town of Anson 2076 Menschen in 841 Haushalten. Die Bevölkerungsdichte betrug 21,4 Einwohner pro Quadratkilometer. In den 841 Haushalten lebten statistisch je 2,47 Personen. 
Ethnisch betrachtet setzte sich die Bevölkerung zusammen aus 97,6 Prozent Weißen, 0,4 Prozent Afroamerikanern, 0,3 Prozent amerikanischen Ureinwohnern, 0,4 Prozent Asiaten sowie 0,2 Prozent aus anderen ethnischen Gruppen; 1,1 Prozent stammten von zwei oder mehr Ethnien ab. Unabhängig von der ethnischen Zugehörigkeit waren 0,3 Prozent der Bevölkerung spanischer oder lateinamerikanischer Abstammung. 
21,3 Prozent der Bevölkerung waren unter 18 Jahre alt, 64,7 Prozent waren zwischen 18 und 64 und 14,0 Prozent waren 65 Jahre oder älter. 48,4 Prozent der Bevölkerung war weiblich.
Das mittlere jährliche Einkommen eines Haushalts lag bei 63.347 USD. Das Pro-Kopf-Einkommen betrug 29.170 USD. 4,9 Prozent der Einwohner lebten unterhalb der Armutsgrenze.

## Ortschaften in der Town of Anson
Auf dem Gebiet der Town of Anson liegen neben Streubesiedlung noch folgende gemeindefreie Siedlungen:
- Anson
- Jim Falls